# Harfsen
Harfsen is een dorp in de Nederlandse provincie Gelderland. Het maakt deel uit van de gemeente Lochem en heeft 1.820 inwoners (1 januari 2023). Tot 2005 maakte het dorp deel uit van de voormalige gemeente Gorssel. In 1951 is er in Harfsen een kerk gebouwd (Ons Gebouw), met een vrijstaande klokkenstoel. Het natuurgebied Gorsselse Heide, een voormalig militair oefenterrein, maakt deel uit van het Harfsens grondgebied.

## Economie
In Harfsen zijn vooral bedrijven in de agrarische sector gevestigd, waaronder een KI-station voor rundvee. In het dorp zijn een kleine supermarkt, kapsalon, autogarage, slager, aannemersbedrijf en een camping aanwezig.

## Evenementen
In juni is er het Harfsens Feest. Tijdens dit driedaagse evenement zijn er buurtspelen met quiz en variété, een kleine kermis en een optocht voor kinderen en volwassenen.
Harfsen heeft een fanfare genaamd 'Soli Deo Gloria'.

## Kattendorp
Aan de Kapeldijk zorgt Stichting Kattendorp Harfsen voor permanente opvang van zwerfkatten.

## Bekende inwoners
- Rik Launspach, schrijver, acteur en regisseur
- Marjolein Beumer, actrice en scenarioschrijfster
- Marijke Merckens, actrice
- Francien Regelink, schrijfster
- Loulou Rhemrev, actrice en voice-over
- Pedro Tragter, motorcrosser; woonde tot 2014 in Harfsen
- Jos Brink had tot aan zijn dood in 2007 een buitenhuis in Harfsen.